# スイージオ
スイージオ（伊: Suisio  ( 音声ファイル)）は、イタリア共和国ロンバルディア州ベルガモ県にある、人口約3,700人の基礎自治体（コムーネ）。

## 地理

### 位置・広がり
ベルガモ県のコムーネ。県都ベルガモから西南西へ14km、州都ミラノから北東へ32kmの距離にある。

#### 隣接コムーネ
隣接するコムーネは以下の通り。括弧内のMBはモンツァ・エ・ブリアンツァ県所属を示す。
- ボッタヌーコ
- キニョーロ・ディーゾラ
- コルナーテ・ダッダ (MB)
- メドラーゴ

### 地勢・地形
- 河川：アッダ川

### 地震分類
イタリアの地震リスク階級 (it) では、3 に分類される
。

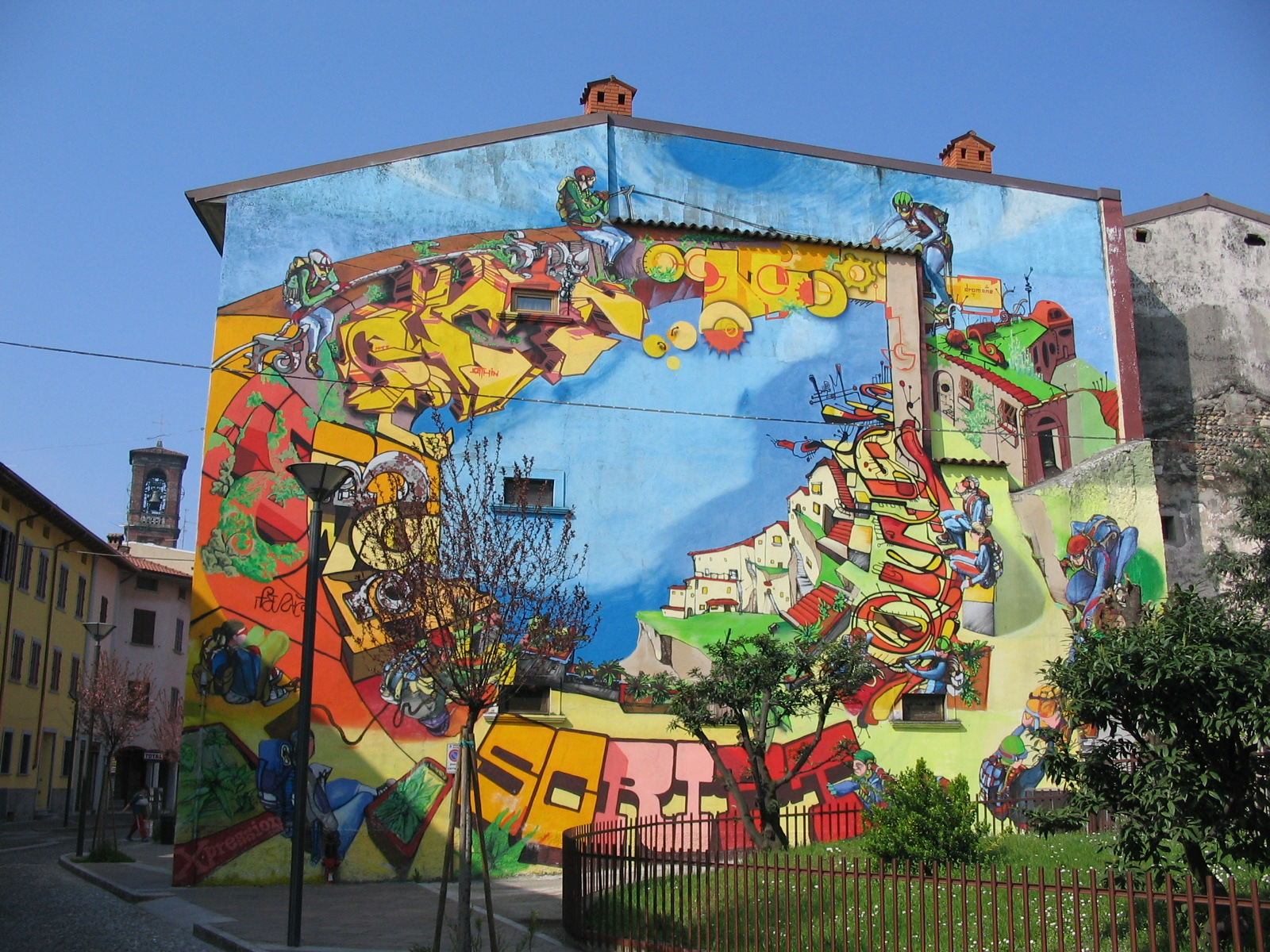
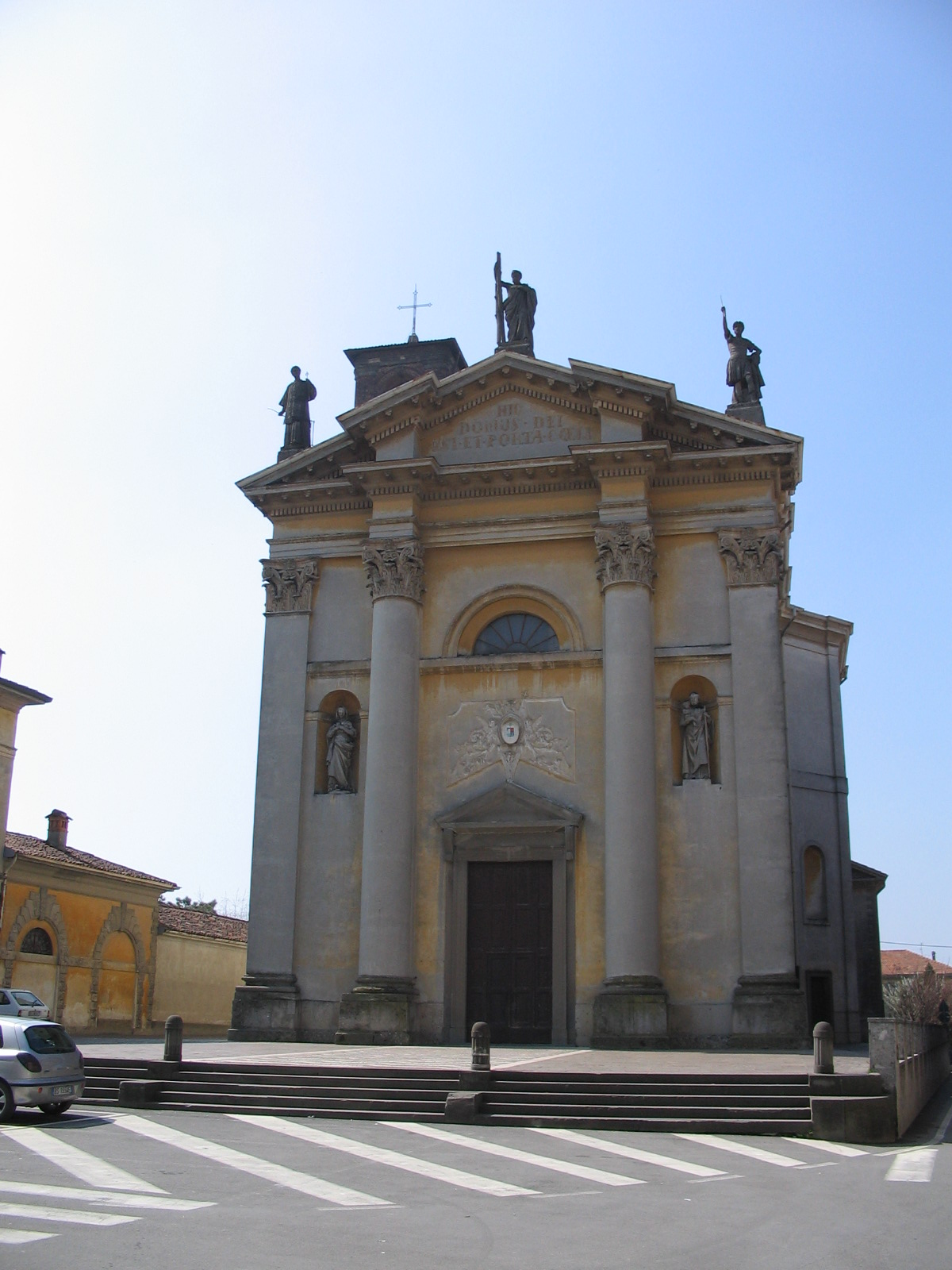
S. Andrea